# Life Looks Better in Spring
„Life Looks Better in Spring” (în engleză Viața arată mai bine primăvara) este o melodie compusă de Nasos Lambrianidis și Melís Konstantínu. Melodia, produsă de Jon Gregory și interpretată de Jon Lilygreen și The Islanders, a reprezentat Cipru la Concursul Muzical Eurovision 2010. A câștigat selecția națională cipriotă pe 7 februarie 2010.